# Rhynchospora microcephala
Rhynchospora microcephala là loài thực vật có hoa trong họ Cói. Loài này được (Britton) Britton miêu tả khoa học đầu tiên năm 1903.